# Bucht von Suncheon
Die Bucht von Suncheon ist ein südkoreanisches Küstenfeuchtgebiet, das aus einem 3,5 km langen Fluss, einem 2.221 ha großen Wattenmeer und einem 230 ha großen Schilffeld besteht. Sie gehört zur Stadt Suncheon der Provinz Jeollanam-do und befindet sich zentral gelegen an der südlichen Küste der koreanischen Halbinsel. Die Bucht liegt zwischen den Halbinseln Yeosu und Goheung-gun und grenzt im Norden an die Mündung der Zuflüsse Dong-Chun und Yisa-Chun, die zuvor durch die Stadt und die Reisfelder von Suncheon fließen. Die Bucht ist zudem von Hügeln und zahlreichen Fischer- und Bauerndörfern sowie einigen Inseln umgeben. Aufgrund der Küstennähe bietet die Bucht Lebensraum für zahlreiche Zugvögel, Pflanzen und Tiere. Der Suncheon Bay Ecological Park ist das erste offiziell deklarierte koreanische Küstenfeuchtgebiet. Er wurde am 20. Januar 2006 in die Liste der Ramsar-Feuchtgebiete aufgenommen. Das Gebiet ist zudem Teil des North-East Asian Marine Protected Areas Network (NEAMPAN) und ein Schutzgebiet der IUCN-Kategorie V. Das in der Bucht gelegene Wattenmeer ist darüber hinaus eines der vier Teilgebiete, die zusammen die 2021 eingetragene UNESCO-Welterbestätte Getbol bilden.

## Ökologie
Das Wattenmeer, die Schilffelder und die Sümpfe der Bucht von Suncheon sind von ihrer Umgebung weitestgehend unbeeinträchtigt geblieben. Dies liegt an den vorhandenen Salzsümpfen, die Wasserverschmutzung verhindern, wodurch das Buchtgebiet sauber und unbeschädigt bleibt. Das flache Wattenmeer an der Flussmündung beheimatet eine große Anzahl an Organismen, da es über einen ausreichenden Salzgehalt und eine gute Wasserqualität verfügt. Diese Eigenschaften machen die Bucht von Suncheon zu einem optimalen Fortpflanzungsgebiet für Fische, Krabben, Muscheln und weitere Lebewesen. Aufgrund des reichlich vorkommenden Phytoplankton ist das Wattenmeer lokal auch als „die Lunge der Erde“ bekannt. Die Bucht ist von internationaler Bedeutung, da sie Ostasien und Australien entlang der Flugrouten von Zugvögeln miteinander verbindet.

## Lebewesen
Potentiell vorhandene Tiere
- Fischotter (Lutra lutra)
- Kleinohrkatze (Felis bengalensis manchurica)
- Marderhund (Nyctereutes procyonoides)
- Wiesel (Mustela sibirica coreana)

Vögel
Die Liste der im Gebiet vorkommenden geschützten Vogelarten umfasst insgesamt 25 verschiedene Arten. Diese sind:
- Schneereiher (Egretta eulophotes)
- Weißstorch (Ciconia ciconia)
- Singschwan (Cygnus cygnus)
- Gluckente (Anas formosa)
- Froschsperber (Accipiter soloensis)
- Sperber (Accipiter nisus)
- Mäusebussard (Buteo buteo)
- Kornweihe (Circus cyaneus)
- Wanderfalke (Falco peregrinus)
- Merlin (Falco columbarius)
- Turmfalke (Falco tinnunculus)
- Mönchskranich (Grus monacha)
- Weißnackenkranich (Grus vipio)
- Austernfischer (Haematopus ostralegus )
- Charadrius (Charadrius placidus)
- Löffelstrandläufer (Eurynorhynchus pygmeus)
- Steppenschlammläufer (Limnodromus semipalmatus)
- Isabellbrachvogel (Numenius madagascariensis)
- Saundersmöwe (Larus saundersi)
- Reliktmöwe (Larus relictus)
- Uhu (Bubo bubo)
- Zwergohreule (Otus scops)
- Falkenkauz (Ninox scutulata)

Im Jahr 2006 standen zwei Arten auf der Roten Liste gefährdeter Arten der IUCN und waren damit besonders geschützt:
- Schwarzstirnlöffler (Platalea minor)
- Tüpfelgrünschenkel (Tringa guttifer)

Pflanzen
- Schilf (Phragmites communis)
- Aster tripolium
- Plantago major for. yezomaritima

## Klima
|                        | Jan  | Feb  | Mär  | Apr   | Mai   | Jun   | Jul   | Aug   | Sep   | Okt  | Nov  | Dez  |   |         |
| Mittl. Temperatur (°C) | 0,2  | −0,2 | 4,9  | 9,6   | 16,6  | 21,1  | 24,8  | 25,5  | 20,1  | 13,8 | 7,5  | 0,9  | ⌀ | 12,1    |
| Mittl. Tagesmax. (°C)  | 7,3  | 7,5  | 11,7 | 17,8  | 24,7  | 26,0  | 30,2  | 32,0  | 28,7  | 22,9 | 14,6 | 10,2 | ⌀ | 19,5    |
| Mittl. Tagesmin. (°C)  | −5,2 | −6,0 | −0,7 | 2,1   | 9,4   | 17,6  | 20,7  | 21,0  | 15,0  | 8,1  | 2,3  | −4,9 | ⌀ | 6,7     |
|                        |      |      |      |       |       |       |       |       |       |      |      |      |   |         |
| Niederschlag (mm)      | 35,9 | 40,7 | 72,3 | 136,3 | 122,3 | 398,3 | 277,4 | 343,0 | 283,0 | 52,7 | 16,5 | 0,8  | Σ | 1.779,2 |

| −5,2 |

| −6,0 |

| −0,7 |

| 2,1 |

| 9,4 |

| 17,6 |

| 20,7 |

| 21,0 |

| 15,0 |

| 8,1 |

| 2,3 |

| −4,9 |

| −5,2 |

| −6,0 |

| −0,7 |

| 2,1 |

| 9,4 |

| 17,6 |

| 20,7 |

| 21,0 |

| 15,0 |

| 8,1 |

| 2,3 |

| −4,9 |

## Dokumentarfilme
Die Bucht ist unter anderem Gegenstand des Dokumentarfilms South Korea: Earth's Hidden Wilderness der BBC.